# Philipstown, New York
Philipstown är en kommun (town) i Putnam County i delstaten New York. Vid 2020 års folkräkning hade Philipstown 9 831 invånare.
Cold Spring är ett municipalsamhälle som ingår i Philipstown.